# Меленичук Андрій Васильович
Андрій Васильович Меленичук (9 грудня 1980 — 27 вересня 2022, біля м. Лиман, Харківська область) — український військовослужбовець, старший сержант Збройних сил України, учасник російсько-української війни.

## Життєпис
Андрій Меленичук народився 9 грудня 1980 року. Житель с. Печорна Чортківського району.
Загинув 27 вересня 2022 року біля м. Лиман на Харківщині.
Похований 26 жовтня 2022 року в Печорній.
Залишилися дружина та двоє дітей.

## Вшанування пам'яті
У вересні 2023 року в селі Печорній Чортківського району відкрито меморіальну дошку на честь Юрія Безкоровайного.